# 動物番長
『動物番長』（ドーブツバンチョー）（Cubivore）は、2002年2月21日に任天堂から発売されたニンテンドー ゲームキューブ用のコンピュータゲーム。

## 概要
当初はNINTENDO 64用に開発が進められており、パッケージや説明書を作成する段階まで完成していた。しかしその時にはNINTENDO64の市場が末期であったため、後機種のゲームキューブに移行する形で発売が延期された。
プレイヤーは無色動物最初類のブタとなり（ただしゲームを進めていくと他の動物に生まれ変わる）、フィールド内にいる他の動物をひたすら狩り、「ヘンタイ」、つまり変身を繰り返す。他の動物の血肉を自らの物とすることや、メスとの「コウビ」で子孫を残すなどして次第に強くなり、最終的に百獣の王である動物番長を倒すことでゲームクリアとなる。
また、グラフィックのほとんどが単純な四角形で再現されており、弱肉強食の動物界を究極まで単純化した世界となっている。ゲーム中では太陽や水の波紋も四角形（直方体）で描かれている。それでいてキャラクターの野生動物としての挙動や飛散する血液をリアルに表現しているなど、自然界の生々しさは失われていない。
企画・ゲームデザインを松本弦人、シナリオを伊藤ガビンが担当した。また、サウンドは立花ハジメの作曲である。

## 背景
かつて世界はヤセイに満ち溢れていた。生きとし生けるものはその本能のまま、ヤセイの理の中に生きていた。だが、その中にあってヤセイを凌駕する種族が誕生した。その種族は圧倒的な力を以て世界各地のヤセイをその身に封じ、その力は揺ぎ無いものになった。ヤセイの理の中を生きる者は、ヤセイの失われた土地は踏み入る事さえ許されない地獄の様な世界だった。残された数少ないヤセイの土地は、銀色の種族に牛耳られ、管理されていた。
ヤセイがそれを望んだのか、ある時無色の動物がこの世に産み落とされた。その動物は失われつつあるヤセイの理を忠実に守り、強く、更に強くなりたいと望み、ヤセイはそれに応え続けた。かくして世界は再びヤセイに満ち溢れる事となった。

## 動物の分類
動物には様々な種類があり、それぞれ名前が付いている。動物にはそれぞれ、頭を中心に、四肢に相当する「ニク」と言う物がついており、これの数が多いほど動物は強くなる。最小1から最大6枚まである。

### ムシ
主に食われるために存在する生き物。稀に攻撃してくる個体もいる。
ミドリのムシ
食べるとハラ（体力）を回復する。
ハートのムシ
食べるとコウビに関わるハートがモテカケラ三つ分増える。
ナマのムシ
必要数食べると通行不能の白い土地にヤセイが戻り通れるようになる。

### 草色動物
プレイヤーに対して攻撃することのない動物。表面はわかりやすく草の模様がついている。食べると体力が全回復する。ただし、中には攻撃してくるものもいる。

### 肉色動物
作中に登場するほとんどの動物がこの肉色動物である。肉色動物の強さはニクの数や「イロ」の濃さによって分類される。よって、ニクの色がより濃く、より数が多いほど強い動物と言える。強さは、淡色→淡濃色→濃色→混色→暴色の順に強い。イロは5種類あり、イロの数・イロの濃さ・ニクの枚数を考慮すると全部で5×5×6=150通りの形態が存在する。一つのステージに登場する動物の種類や数は決まっており、さらには正しい順序でニクを食べないとイロが揃わないこともあるというパズル的な要素も存在する。そのため全ての形態にヘンタイするには、それらを把握し計画的に進めていかなければならず、非常に困難である。
黄畜類 （きちくるい）
長所：タックルの威力が高く、HPの最大値も高い。ガードした時の防御力も高い。
短所：スピードが遅い。
赤翼類 （せきよくるい）
長所：ジャンプ力が非常に高く、羽のような物がついている種も多い。空中への回避を求めた種と言える。
短所：力、最大HPが低い。
青爬類 （せいはるい）
長所：タックルの距離、またそのチャージ時間が短い。遠距離からの攻撃が可能なため、スナイパーのような種とも言える。
短所：横や斜めに移動する物が多く、特殊な操作が必要である。
紫乳類 （しにゅうるい）
長所：バックの移動速度が速く、ヒット＆アウェイを考えた戦闘が可能である。回転の小回りもよくきき、赤翼類までは行かないが、逃と攻撃を両立した種と言えている。
短所：個体によっては直進がバック扱いとなるのでカメラ操作が面倒。また、バック入力時では「ナマニクキュウ」が無意味となる。
灰獣類 （はいじゅうるい）
長所：5種族中最強の種。加速が速く、最もバランスのとれた動物である。
短所：若干小回りがききにくい。

### イロのないドーブツたち
プレイヤーの前にボスとして立ちはだかるドーブツ達で、世界中のヤセイを食い荒らしたとされている。
このドーブツ達が体にため込んだヤセイはナマニクとなり、プレイヤーがこのニクを食べるとプレイヤーにナマニクが備わる。
ナマニクを手に入れると基本的にプレイヤーに何らかの特殊能力が備わり、コウビが一回できるようになる。
イロのないドーブツたちは種族名とは別に「動物○○長」という法則で呼称されており（例：動物班長、動物生徒会長など。ただし一部例外あり）、六枚のナマニクを身に着けた動物番長もこれに分類されている。
余談だが、プレイヤーは夜遅くになると眠り、次に出会うボスの名前が夢（詩のような文章だけだが）に出てくるのだが、これを見た後にそのボスに出会うと、その時に出るテキストが「ゆめにまで見た〜」となり、逆に寝てなければ「ゆめにも思わなかった〜」となる。

### メス
ナマニクを入手した後、コウビ場へ行くことで出会えるメスのドーブツたち。
ハートの数によってどれだけのメスとコウビできるかに影響し、基本形態の選択の幅に関わってくる。
コウビをするとコウビしたオスは死亡し、プレイヤーは親から子へ引き継いで操作することになる。
コウビして生まれた子供は親よりもニクが一枚増え、キバやツノなどの部位が増えることもある。
絶世のメス
この世界で最高のメスと言われており、動物番長に勝てるオスを生み出そうとしている。ナマニクのひとつナマイノチを入手し、その種族として完成した時にしか出会えない。

## その他
- 予約特典としてカエルとパンダを模した「コードストラップ」が貰えた。
- メディコムトイより、本作に登場する動物を忠実に再現したフィギュアシリーズ「SETON」が発売された。